# 아르투로 소리아역
아르투로 소리아 역(스페인어: Arturo Soria)은 마드리드 지하철 4호선의 역이다. 마드리드 시우다드리네알 구의 아르투로 소리아 거리, 호세 실바 거리, 울리세스 거리가 만나는 교차로 지하에 위치해 있다. 요금구역상으로는 A구역에 속한다.

## 역사
1979년 1월 4일 4호선의 알폰소 XIII - 에스페란사 구간 개통과 함께 완공되었으며, 실제 영업은 그 다음날 들어갔다.

## 환승 정보
역 주변에 시내버스 정류장이 네 곳 있다.
버스
- 시내버스
  - 1, 70, 120, 122번 노선 (주간)
  - N3번 노선 (야간)

지하철
| 마드리드 지하철                | 마드리드 지하철       | 마드리드 지하철               |
| ------------------------------ | --------------------- | ----------------------------- |
| 아베니다 데 라 파스 아르궤예스 | 마드리드 지하철 4호선 | 에스페란사 피나르 데 차마르틴 |